# 1972年の日本競馬
1972年の日本競馬（1972ねんのにほんけいば）では、1972年（昭和47年）の日本競馬界についてまとめる。馬齢は旧表記で統一する。
1971年の日本競馬 - 1972年の日本競馬 - 1973年の日本競馬

## できごと

### 1月 - 3月
- 1月 - 馬インフルエンザが流行、中央競馬の1回東京開催（1月4日-）、および地方競馬の浦和・船橋・大井・川崎・福山開催がしばらく中止となる[1]。
- 1月18日 - 馬インフルエンザの発熱馬がすべて解熱、流行が終息する[1]。
- 2月14日 - 馬インフルエンザに伴う馬の移動禁止措置が制限付きで解除される[1]。
- 2月26日 - 関東地区で中止されていた競馬が中央・地方ともに再開される[1]。
- 3月3日 - オーストラリアにて第10回アジア競馬会議が開かれ、日本からは日本中央競馬会の山野冨次郎常務理事らが出席[1]。
- 3月11日 - オーストラリアのフレミントン競馬場で行われた国際騎手招待競走に、中央競馬の加賀武見騎手が出場、優勝した[1]。

### 4月 - 6月
- 4月1日 - 新佐賀県競馬組合が設立される[1]。
- 4月15日・16日 - 厩務員ストライキのため、中央競馬の中山・阪神・福島で開催予定の競馬が中止となる[1]。
- 4月22日・23日 - 厩務員ストライキのため、中央競馬の東京・京都・福島で開催予定の競馬が中止となる[1]。
- 4月25日 - 益田競馬場でスタンドの落成式が行われる[1]。
- 5月1日 - 中央競馬において、重賞競走の厩務員賞が騎手賞と同額に改正される[1]。
- 5月29日 - 国有財産関東地方審議会の答申により、在日米軍より返還された横浜競馬場の一部を森林公園という形で横浜市に無償貸与するとともに、それ以外の一部を旧所有者の後継団体である日本中央競馬会に正式に払下げることが決定する[1]。
- 6月7日 - 日本中央競馬会元理事長の石坂弘が勲三等旭日中綬章を受章し、その祝賀会がこの日松屋サロンで行われる[1]。
- 6月29日
  - 日本中央競馬会の清井正理事長が辞任、後任に大沢融が就任する[1]。
  - 佐賀県の佐賀競馬場が落成式および開場式を行う[1]。

### 7月 - 9月
- 7月16日 - 中央競馬3回東京4日第5競走において発馬機が故障、2頭分のゲートが開かなかったために再発走となる[1]。
- 7月30日 - 中央競馬の野平祐二騎手が日本短波賞をスガノホマレで優勝、1296勝の中央競馬最多勝記録を樹立した[1]。
- 8月1日 - 地方競馬全国協会の創立10周年記念式典が虎ノ門共済会館で開かれる[2]。
- 8月9日 - 京都競馬場の乗馬センターの開場式が行われる[2]。
- 8月25日 - 宝塚市の市民フェスティバル「宝塚まつり」の第1回が阪神競馬場で開催される[2]。
- 8月 - 軽種馬防疫協議会が発足する[2]。

### 10月 - 12月
- 10月8日 - 札幌競馬場の運動公園が完成する[2]。
- 11月11日 - アメリカ合衆国のローレル競馬場で行われるワシントンDCインターナショナルにメジロムサシが出走、7着となる[2]。
- 11月18日 - 南アフリカ共和国のピーターマリッツバーグ競馬場で行われた国際騎手招待競走に、中央競馬の加賀武見騎手が出場、5着となる[2]。
- 11月 - 全国公営競馬厩務員組合連合会が設立される[2]。
- 12月17日 - 有馬記念の売上が100億円突破を記録[2]。
- 12月24日 - 大井競馬場で第1回全日本アラブ大賞典が行われる。第1回の優勝馬は兵庫のタイムライン、優勝騎手は佐々木竹見[2]。

## 競走成績

### 中央競馬の主な競走
- 第65回天皇賞（春）（京都競馬場・5月7日） 優勝 : ベルワイド（騎手 : 加賀武見）
- 第32回桜花賞（阪神競馬場・5月21日）優勝 : アチーブスター（騎手 : 武邦彦）
- 第32回皐月賞（中山競馬場・5月28日）優勝 : ランドプリンス（騎手 : 川端義雄）
- 第13回宝塚記念（阪神競馬場・6月4日）優勝：ショウフウミドリ（騎手：松本善登）
- 第33回優駿牝馬（オークス）（東京競馬場・7月2日) 優勝 : タケフブキ（騎手 : 嶋田功）
- 第39回東京優駿（日本ダービー）（東京競馬場・7月9日) 優勝 : ロングエース（騎手 : 武邦彦）
- 第33回菊花賞（京都競馬場・11月12日） 優勝 : イシノヒカル（騎手 : 増沢末夫）
- 第3回ビクトリアカップ（京都競馬場・11月19日） 優勝 : アチーブスター（騎手 : 武邦彦）
- 第66回天皇賞（秋）（東京競馬場・11月26日） 優勝 : ヤマニンウエーブ（騎手 : 福永洋一）
- 第17回有馬記念（中山競馬場・12月17日） 優勝 : イシノヒカル（騎手 : 増沢末夫）

### 中央競馬・障害
- 第68回中山大障害（春）（中山競馬場・6月4日）優勝 : ナスノセイラン（騎手 : 柴崎勇）
- 第69回中山大障害（秋）（中山競馬場・12月24日）優勝： マスヒロ（騎手：成島正規）

## 表彰

### 優駿賞
- 年度代表馬・最優秀4歳牡馬 イシノヒカル
- 最優秀3歳牡馬 レッドイーグル
- 最優秀3歳牝馬 キシュウローレル
- 最優秀4歳牝馬 アチーブスター・トクザクラ
- 最優秀5歳以上牡馬 ヤマニンウエーブ
- 最優秀5歳以上牝馬 ジョセツ
- 最優秀障害馬 ムーテイイチ
- 最優秀アラブ ジャズ

## 誕生
この年に生まれた競走馬は1975年のクラシック世代となる。

### 競走馬
- 2月28日 - グレートセイカン
- 3月17日 - エリモジョージ
- 3月25日 - スティールハート
- 3月26日 - フェートメーカー、ペルースポート
- 3月28日 - コクサイプリンス
- 4月3日 - グランディ
- 4月13日 - サクラセダン
- 4月14日 - テスコガビー
- 4月17日 - イシノアラシ
- 5月3日 - ウラカワチェリー
- 5月10日 - ダンディルート
- 5月15日 - ホクトライデン
- 5月19日 - ブレイヴェストローマン
- 5月22日 - ロングホーク
- 5月26日 - フィディオン
- 6月8日 - バローネターフ
- 6月13日 - カブラヤオー

### 人物
- 1月1日 - 日吉正和騎手、調教師（JRA）
- 1月20日 - 石井勝男騎手、調教師（船橋）
- 1月25日 - 浜野谷憲尚騎手（JRA）
- 2月8日 - 江田照男騎手（JRA）
- 2月21日 - 玉ノ井健志騎手（JRA）
- 2月27日 - 藤田伸二騎手（JRA）
- 3月4日 - 牧田和弥騎手、調教師（JRA）
- 3月16日 - 加藤利征騎手（名古屋）
- 4月5日 - 松下裕樹騎手（金沢）
- 5月16日 - 宝来城多郎騎手（JRA）
- 5月31日 - 吉村圭司調教師（JRA）
- 6月22日 - 奥平雅士調教師（JRA）
- 7月4日 - 清水久詞調教師（JRA）
- 7月22日 - 明神繁正騎手（高知）
- 8月4日 - 橋本広喜騎手（JRA）
- 9月3日 - 板垣吉則騎手、調教師（水沢）
- 10月10日 - 河北通騎手（JRA）
- 10月16日 - 脇本一幸騎手（大井）
- 10月19日 - 安田康彦騎手（JRA）
- 11月2日
  - 水野貴史騎手、調教師（浦和）
  - 水野貴広騎手、調教師（JRA）
- 11月6日 - 郷原洋司騎手（JRA）
- 11月16日 - 木村哲也調教師（JRA）
- 11月29日 - 伊藤大士調教師（JRA）
- 11月30日 - 四位洋文騎手、調教師（JRA）
- 12月10日 - 高橋康之騎手、調教師（JRA）

## 死去
- 7月8日 - 岩下密政（元騎手、調教師）